# Richard F. Kneip

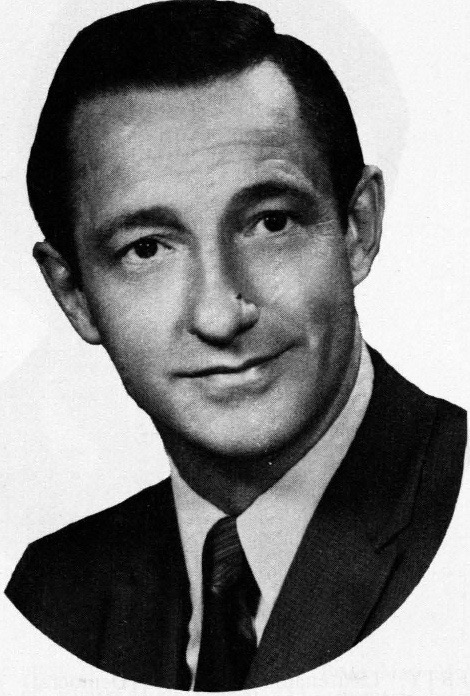
Richard F. Kneip.

Richard Francis "Dick" Kneip, född 7 januari 1933 i Tyler, Minnesota, död 9 mars 1987 i Sioux Falls, South Dakota, var en amerikansk demokratisk politiker. Han var den 25:e guvernören i delstaten South Dakota 1971-1978.
Kneip studerade vid St. John's University och South Dakota State University. Han tjänstgjorde i United States Air Force 1951-1955.
Dick Kneip och hans hustru Nancy hade åtta söner. Kneip valdes två gånger till en tvåårig mandatperiod och sedan förlängdes guvernörens mandatperiod till fyra år. Han avgick 1978 innan den tredje, fyraåriga, mandatperioden tog slut för att tillträda som USA:s ambassadör i Singapore. Han återvände 1980 till South Dakota.
Kneip förlorade demokraternas primärval inför 1986 års guvernörsval mot Lars Herseth som i sin tur förlorade själva guvernörsvalet mot republikanen George S. Mickelson.
Kneip var katolik av luxemburgsk härkomst. Han var den första katolska guvernören i South Dakotas historia. Hans grav finns på St. Michael Cemetery i Sioux Falls. Landsvägen mellan Brookings och Elkton heter sedan 1997 Richard Kneip Memorial Highway.